# 太美站
太美站（日语：／ Futomi eki */?）是位於北海道石狩郡當別町太美町，隸屬於北海道旅客鐵道（JR北海道）札沼線（學園都市線）的鐵路車站。車站編號為G12。電報略號為。車站名稱源自其所在地區：當別太地區及美登江地區，各取一字而命名。由於開始營業時已存在相同發音的車站，因此再加上舊國名石狩。
而當別太及美登江皆源自阿伊努語的「to-pet-put」及「pon-pit-o-i」，分別代表「源於湖泊的河流的河口」及「很多小石的地方」。
開業時車站名曾冠以舊令制國「石狩」的前綴，2022年3月12日起，「石狩」的稱呼被除去，改稱為「太美站」。

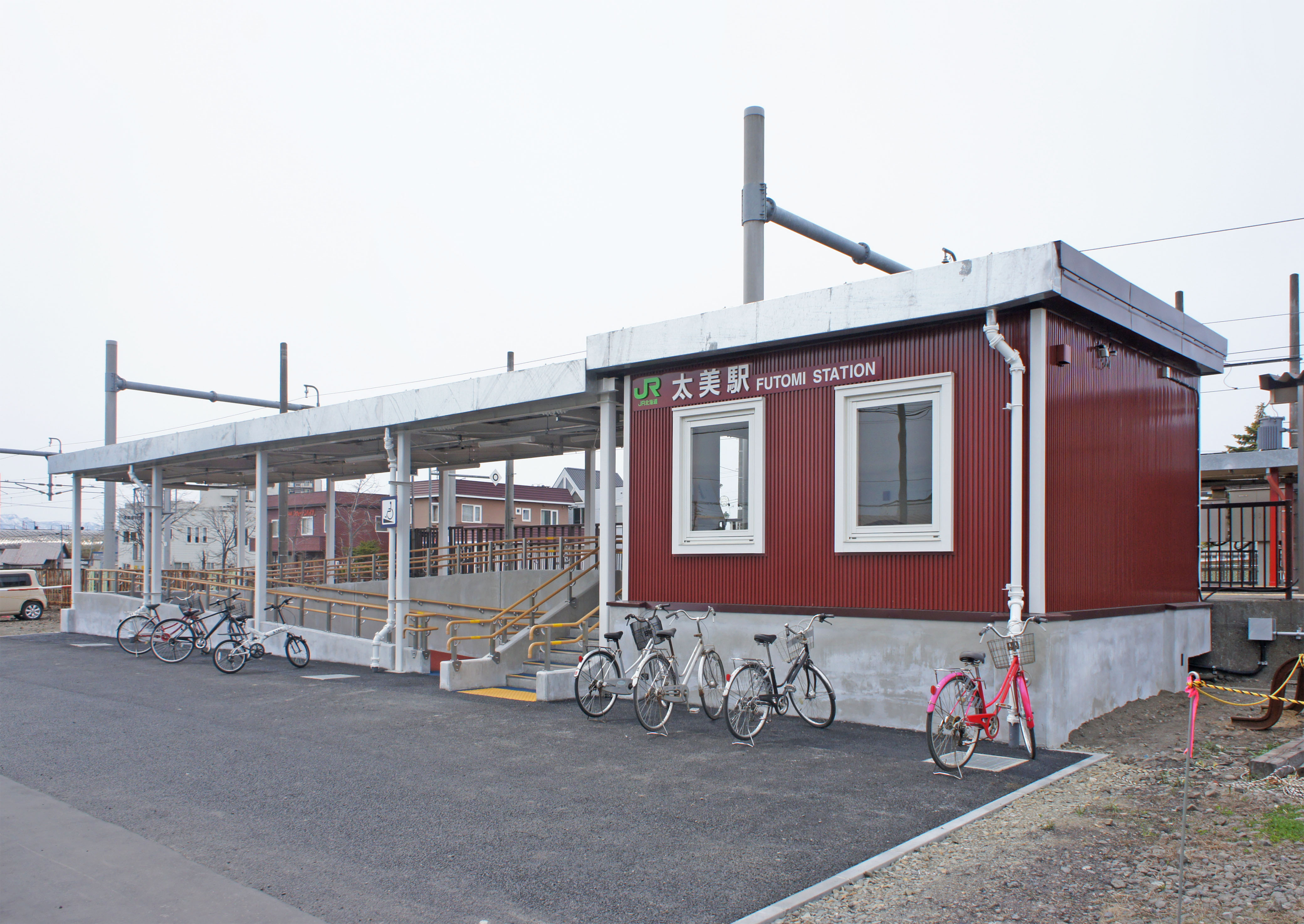
1號月台入口（2022年3月）

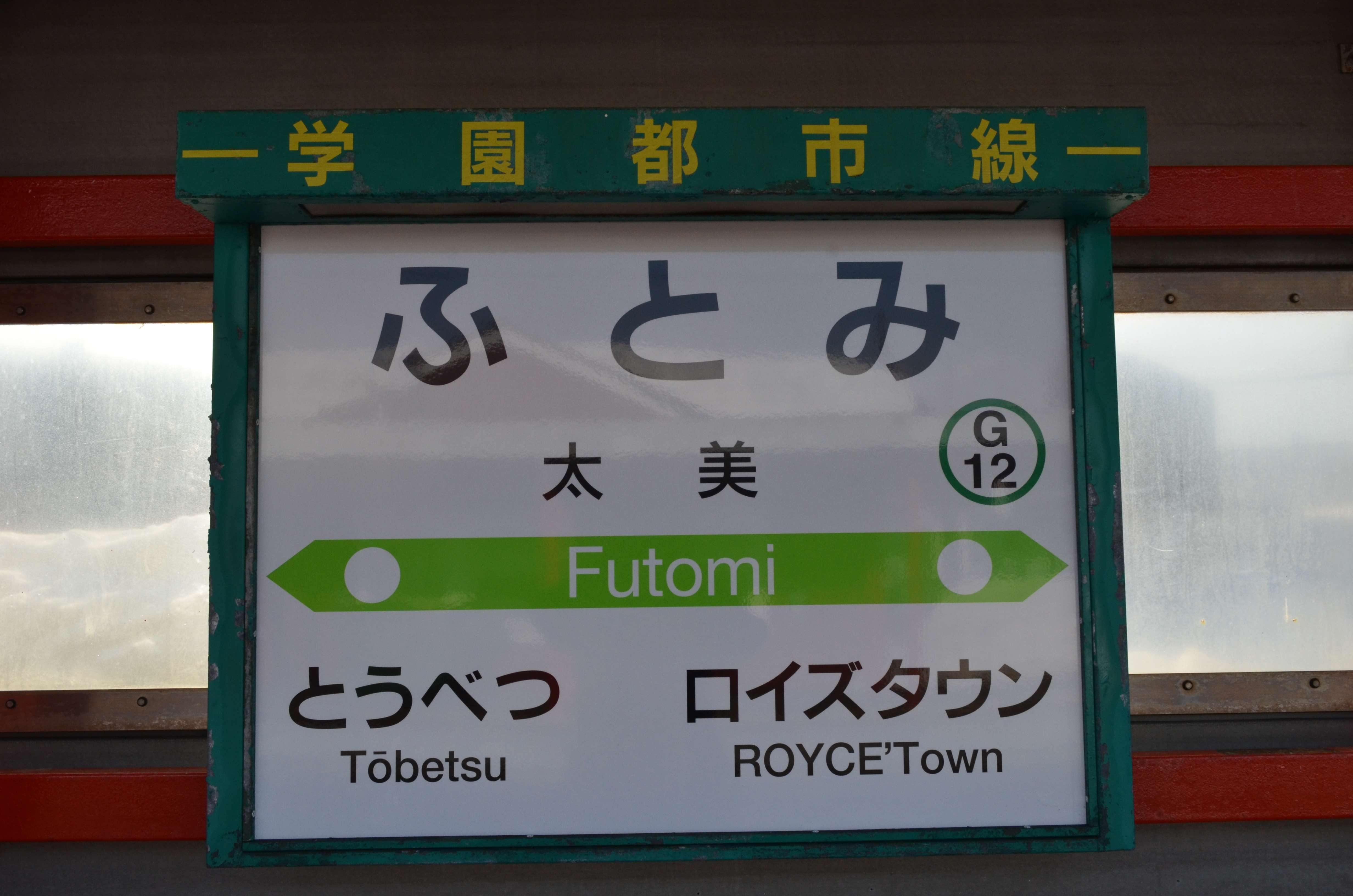
已換成「太美站」的站牌（2022年3月）

## 歷史
- 1934年11月20日：國有鐵道札沼南線桑園車站至石狩當別車站路段開始營運，本車站同時開始營運。
- 1935年10月3日：隨著石狩當別站至浦臼車站路段開始營運，札沼南線與札沼北線合併並改稱為札沼線[2]。
- 1949年6月1日：本路線由日本國有鐵道（國鐵）繼承。
- 1979年2月1日：停止貨物裝卸服務。
- 1983年或之前：設置跨線橋。
- 1984年：

- 2月1日：停止行李提取服務。
- 3月31日：車站簡易委託化。

- 1987年4月1日：由於國鐵分割民營化，車站由JR北海道管理。
- 1990年11月4日：站房改建。
- 1991年3月16日：札沼線的暱稱設定為「學園都市線」[2][3]。
- 1999年：引入自動售票機，廢除簡易委託，車站完全無人化。
- 2000年：札沼線桑園車站至石狩月形車站路段引入自動進路制御裝置（PRC）。
- 2007年10月1日：設定車站編號[4]。
- 2008年10月25日：開始使用Kitaca[5]。
- 2012年6月1日：札沼線桑園站至北海道醫療大學車站正式電氣化（交流電20,000V、50Hz）[6][7]。
- 2022年3月12日：改稱為太美站[8]。

## 車站構造
現時為側式月台2面2線的地面車站。
無人車站。站房內設有簡易自動售票機、簡易自動閘機（只供入閘，沒有收票及閘門），簡易Kitaca閘機。而1號線亦設有乘車站證明書發行機。能夠使用Kitaca但不提供售賣業務。而過去供簡易委託時期使用的窗口現時已封鎖。
過去站房曾設有製造及售賣巧克力的「Royce'」JR石狩太美店（現已關閉）。現時設有由當別町營運的旅遊資訊廣場「FIKA」，可以提供膳食服務。

### 月台設置
| 月台 | 路線                  | 方向 | 目的地                   |
| ---- | --------------------- | ---- | ------------------------ |
| 1    | ■札沼線（學園都市線） | 上行 | 札幌方向                 |
| 2    | ■札沼線（學園都市線） | 下行 | 當別、北海道醫療大學方向 |

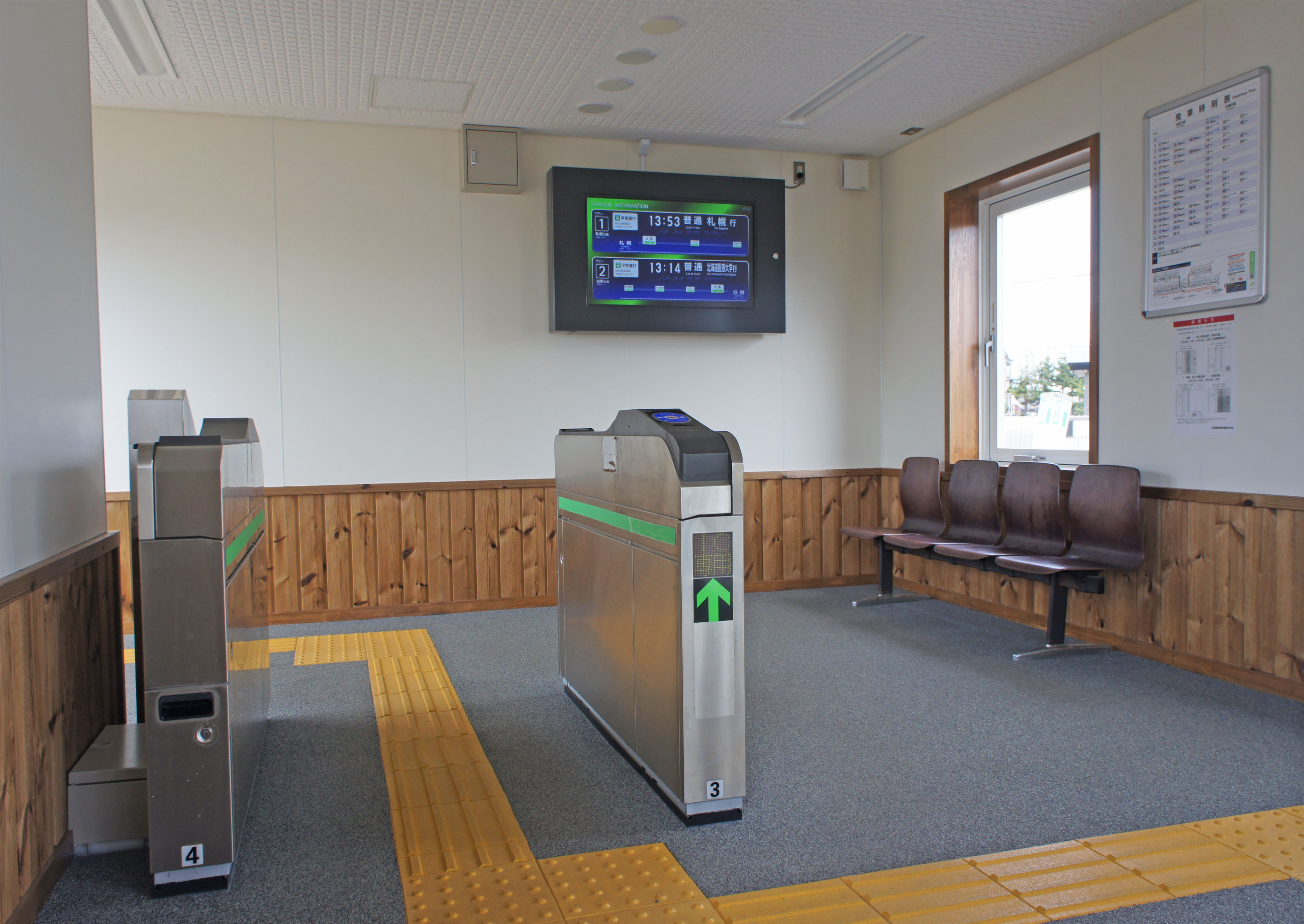
1號月台檢票口（2022年4月）
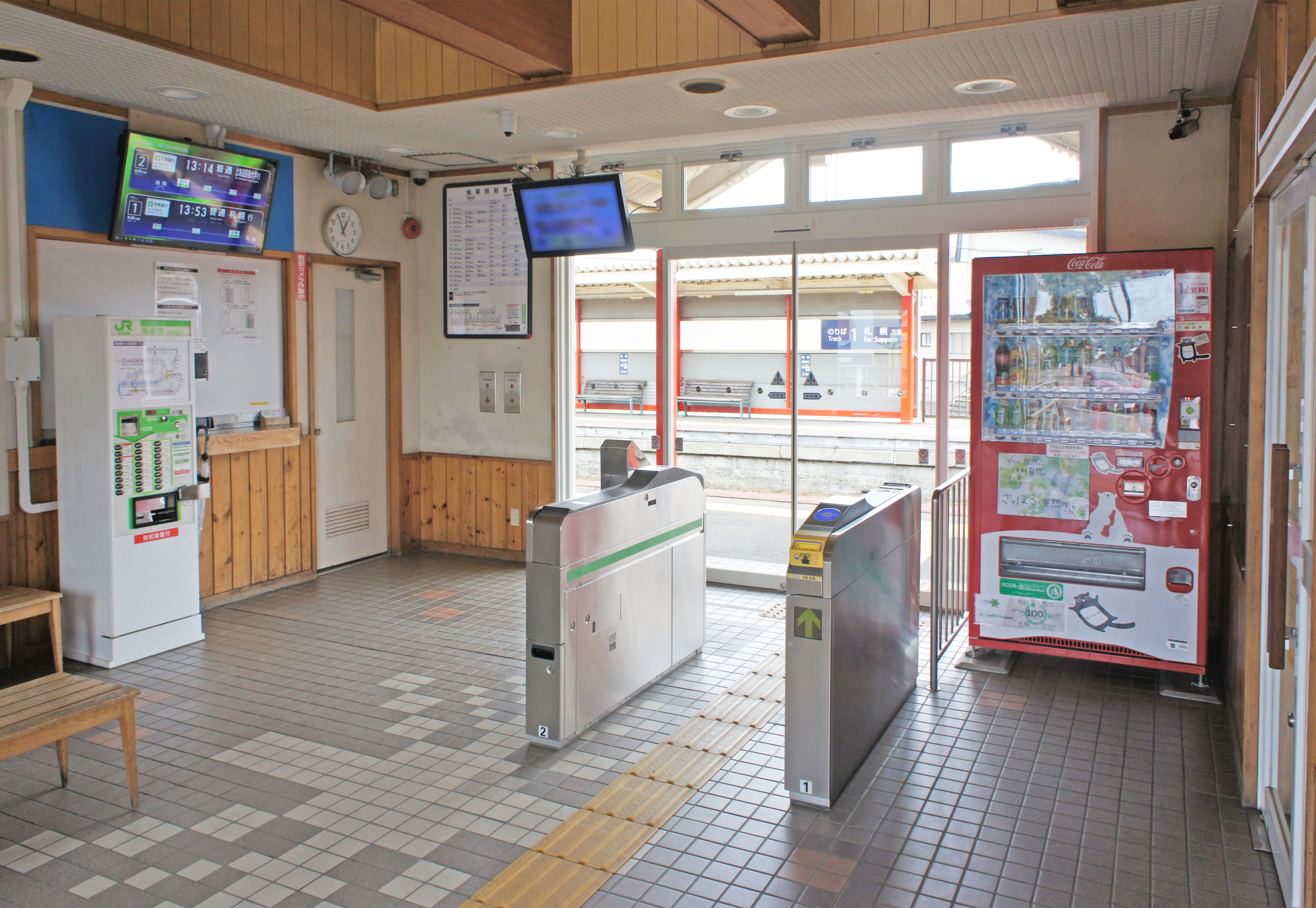
車站內的檢票口(2022年4月)
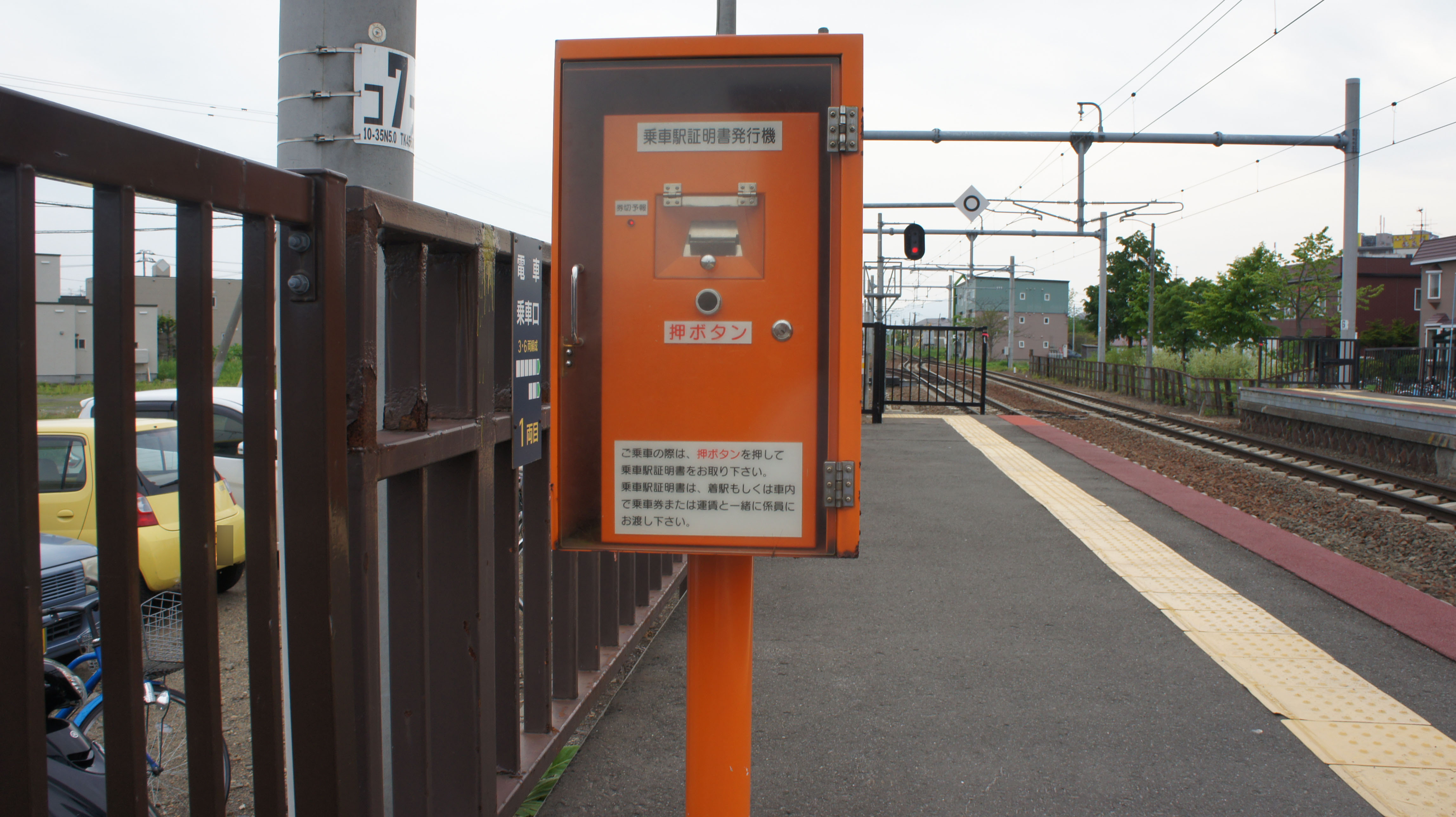
設置於1號月台上的乘車站證明書發行機 （2017年5月）

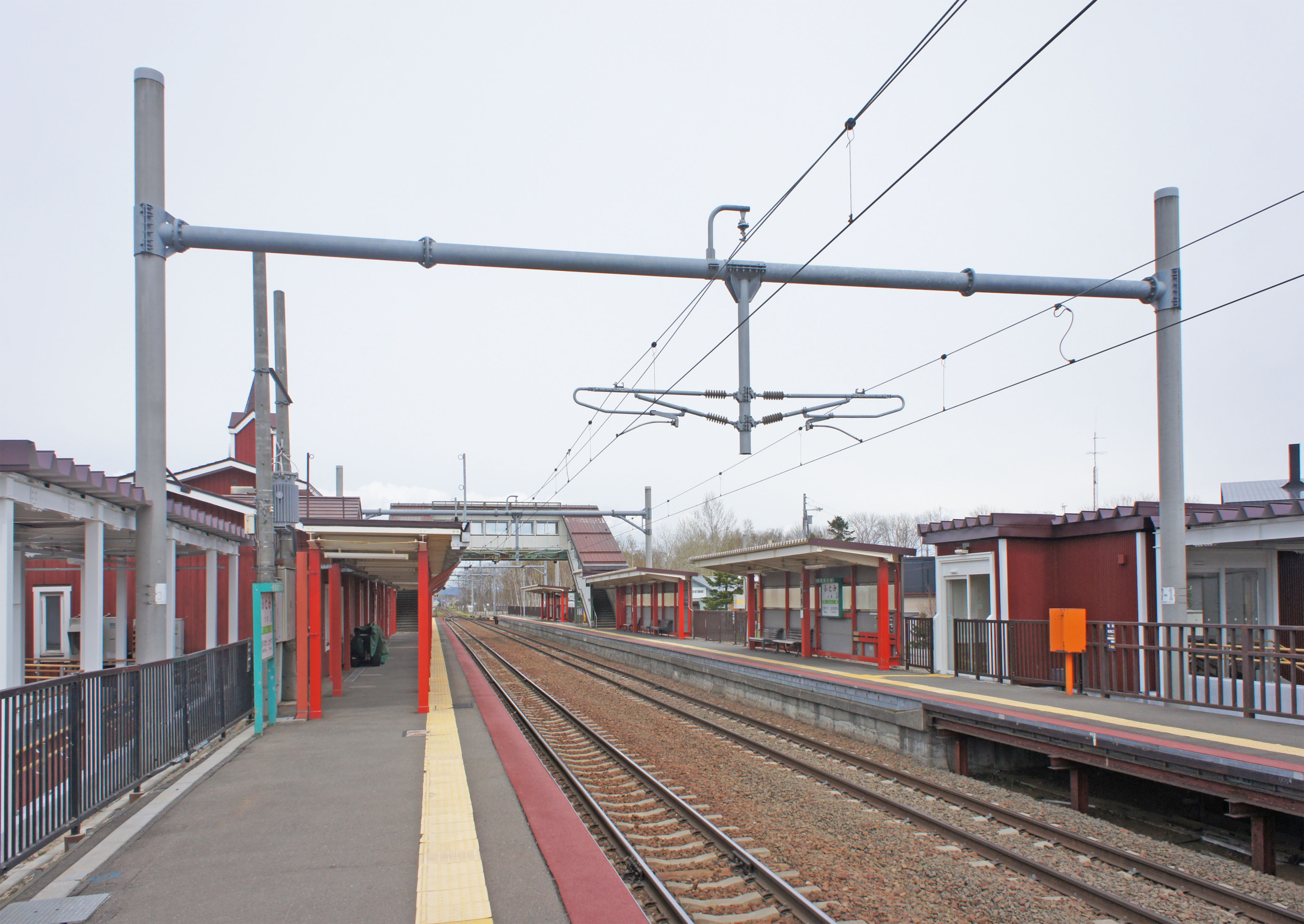
月台（2022年4月）
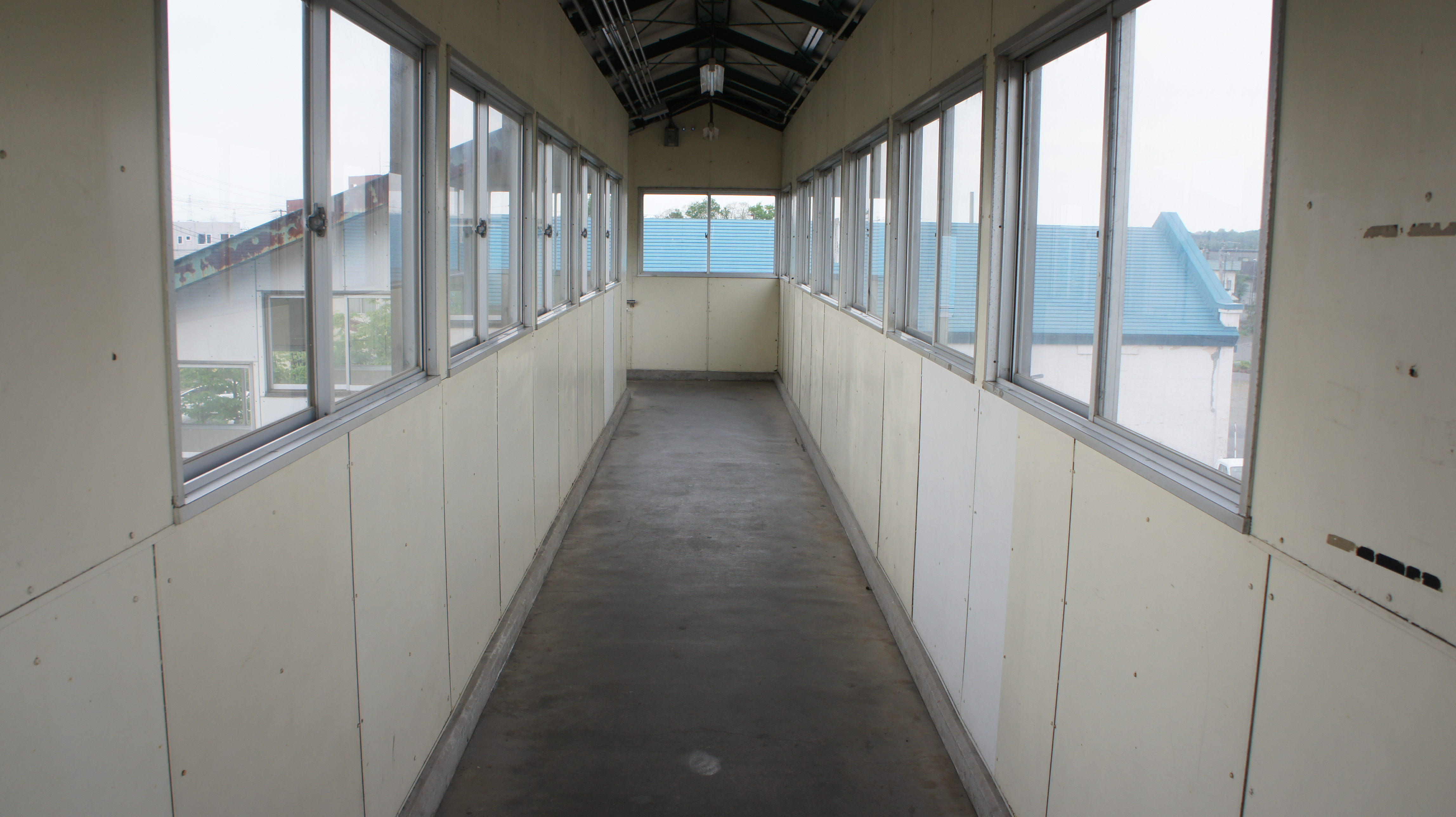
跨線橋（2017年5月）
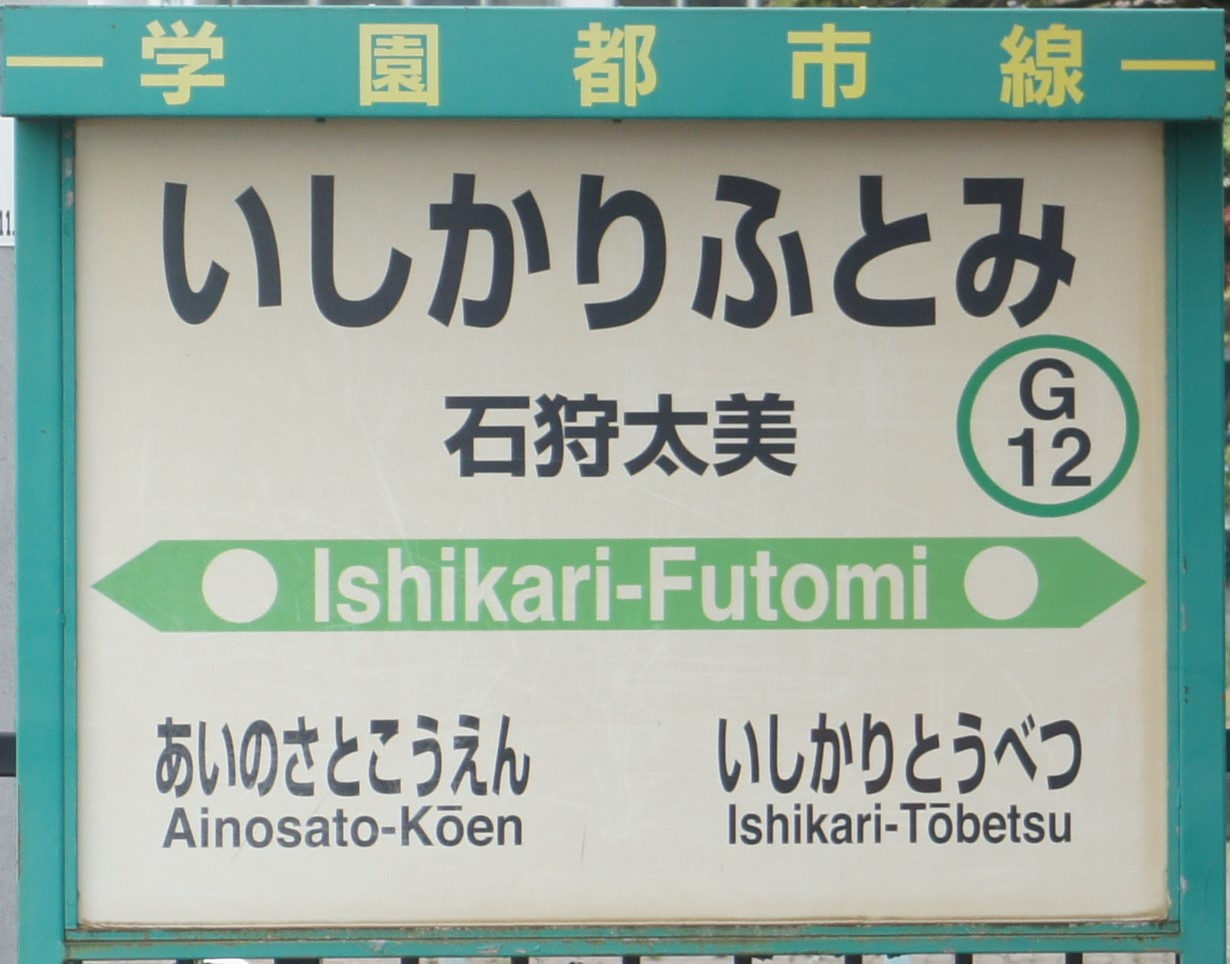
舊站名牌（2017年5月）

## 載客量
| 載客量 | 載客量       |
| 年份   | 每天平均人次 |
| ------ | ------------ |
| 1999年 | 699          |
| 2000年 | 727          |
| 2001年 | 678          |
| 2002年 | 763          |
| 2003年 | 774          |
| 2004年 | 978          |
| 2011年 | 2,050        |
| 2012年 | 2,098        |
| 2013年 | 1,966        |
| 2014年 | 1,884        |

## 車站周邊
車站周圍主要是由札幌擴展而來的市區，而離開市區稍遠的地方則是農業地區。
- 国道337号（日语：國道337號）
- 當別町役場太美出張所
- 北警察署太美駐在所
- 太美郵局
- 北石狩農業協同組合（JA北石狩）西當別分所
- Royce'太美工廠
- 當別町立西當別小學
- 當別町立西當別中學
- 太美銘泉 萬葉之湯（萬葉俱樂部）
- Sweden Hills（スウェーデンヒルズ）
- 當別團體巴士「石狩太美站」站牌
  - 過去北海道中央巴士亦會停靠。

## 相鄰車站
北海道旅客鐵道（JR北海道）
■札沼線（學園都市線）
ROYCE' Town（G11-1）－太美（G12）－當別（G13）

## 外部連結
- JR北海道太美站 （页面存档备份，存于）